# Eric Mårtensson

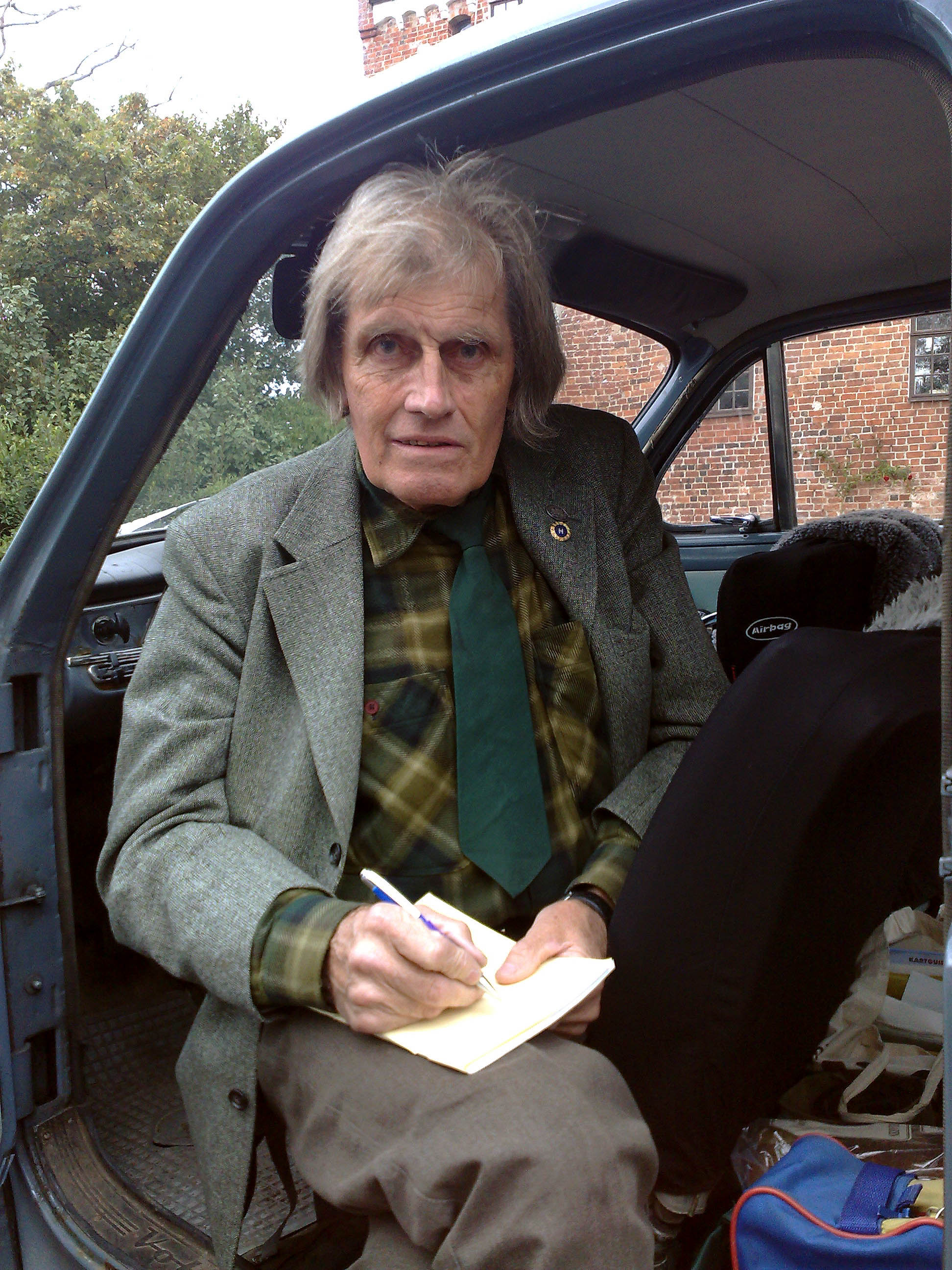
Eric Mårtensson 2009.

Eric Mårtensson, född 14 april 1935, död den 6 augusti 2018, var en svensk pedagog, museiintendent och folkbildare.
Fadern var violinist på Hippodromteatern i Malmö men dog tidigt. Modern flyttade då med Eric till mormoderns hus Munkaholm i Skurup, en bostad som Eric behållit hela livet. I det enkla hemmet var litteratur, både diktning och faktaböcker, ett ständigt diskussionsämne. Mormodern, som var en mästerlig berättare om Vemmenhögsbygden och Söderslätt, tillhörde också den legendariska skånska spelmanssläkten Wildt. Den äldste morbrodern tog efter kriget ut den unge Eric på långa cykelturer i Vemmenhögs härad. Detta grundlade det enorma intresse för bygdens historia och dess människor vilket har kännetecknat hela hans liv. Bland hans stora intresse även för andra områden och länder kan främst nämnas Finland, vars språk han talar.
Under studieåren 1959–1968 vid Lunds universitet studerade Eric Mårtensson sjutton olika ämnen, både humanistiska, naturvetenskapliga såväl som konstnärliga. Under studietiden blev han nära bekant och vän med legendariska forskare som exempelvis professor Gunnar Aspelin, professor Ingvar Holm, professor Sigfrid Svensson och filosofie doktor Ingemar Ingers. Konstnären och vännen Ola Billgren blev också en inspirationskälla. På 1960-talet uppmanades Eric i ett personligt brev av Ernst Wigforss att studera Hans Larssons filosofi - särskilt hans etik och folkbildningsmetodik. Denna fick stor betydelse för hans fortsatta arbeten, som alltid är sedda i både ett nordiskt och ett europeiskt perspektiv.
Efter universitetstiden blev Eric Mårtensson 1967 anställd på Skurups folkhögskola, en plats som han innehade under 35 år av sitt yrkesverksamma liv. Han undervisade på alla linjer men merparten var på journalistutbildningen. I denna utbildning ingick också kultur, etik, människorätt, semantik samt historiska- och naturvetenskapliga problem. På 1970-talet var han också lärare vid lärarhögskolan i Linköping och Sveriges lantbruksuniversitet på Alnarp. Under denna period var han också engagerad av Sveriges Television som historisk faktagranskare. 1964 blev han engagerad i Vemmenhögs härads fornminnes- och hembygdsförening och utsågs till intendent vid Svaneholms slott. Redan 1952 hade han som guide engagerat sig i slottets historia och dess museum. Under ett livslångt arbete har han oförtrutet insamlat och upptecknat historiskt och etnologiskt material om främst Vemmenhögs härad, ett arkiv som uppgår till mer än 20.000 sidor. Hans kompletta trycksakssamling om Vemmenhög och Svaneholm uppgår till 3742 nummer. Sin kunskap har han också överfört till ett mycket stort antal föredrag och egna publikationer, vari ingår två större avhandlingar; en om Rutger Macklean och en om Ola Hansson samt en skrift om Victoria Benedictsson och en om Bror von Blixen-Finecke.